# Gnamptogenys lucida
Gnamptogenys lucida är en myrart som först beskrevs av Mann 1919.  Gnamptogenys lucida ingår i släktet Gnamptogenys och familjen myror. Inga underarter finns listade i Catalogue of Life.